# 婦人倶楽部
『婦人倶楽部』（ふじんクラブ）は、かつて存在した日本の雑誌。講談社が編集出版した。1920年（大正9年）10月創刊、1988年（昭和63年）4月終刊。戦前・戦後を通じて「四大婦人雑誌」に数えられた。当初の誌名は『婦人くらぶ』。キャッチコピーは「女のよろこび 妻のしあわせ」。紫明社から発行されていた『婦人くらぶ』とは関係ない。

## 略歴・概要
1920年（大正9年）10月1日、大日本雄辯會（のちの大日本雄弁会講談社、現在の講談社）が創刊した。当初の誌名は『婦人くらぶ』であったが、それも同年内の第1巻第3号（12月号）までで、翌1921年（大正10年）の1月号（第2巻第1号）からは『婦人倶楽部』に変更している。当初の執筆者は、三宅雪嶺、有島武郎、芥川龍之介、吉岡弥生ら。『主婦の友』『婦人公論』『婦人画報』と並ぶ「戦前の四大婦人雑誌」とされた。
1933年（昭和8年）、初めて「家計簿」を付録にした。1937年（昭和12年）2月号から翌1938年（昭和13年）5月号まで、川口松太郎の小説『愛染かつら』を同誌に連載、同作を原作に松竹大船撮影所が製作、野村浩将が監督、上原謙・田中絹代が主演して映画化され、同年9月15日に前篇・後篇ともに公開され、大ヒットしている。
第二次世界大戦中の1945年（昭和20年）も第26巻第3号（昭和20年3月号）までは定期刊行されていたが、その後一時休刊。同年7月に第26巻第4号が「7月号戦時緊急版」として一色刷り全32頁で発行。同年8月15日に第二次世界大戦が終結し、同年9月に第26巻第5号が「8・9月合併号」として一色刷り全32頁で発行。大森洪太「新しき時代に處する 再建日本の女性」、山脇百代「原野を拓く妻の手記 鍬もちて盡くさむ」、山本實「秋から冬へかけての 家庭菜園心得帳」、小林完「冬にそなへて乾燥野菜、野草の作り方、貯へ方、頂き方」、下村湖人「食糧難を知らぬ 完全咀嚼の有難み」、筒井政行「おいしくて消化しやすい大豆、たうもろこしの節米料理」「どんぐりの榮養と頂き方―どんぐりを盛んに食べませう」、山本周五郎「日本婦道記 文鎭」を掲載した。同年10月に発行された第26巻第6号（昭和20年10月号）から多色刷りの表紙が復活し、同年12月に第26巻第6号が「11・12月合併号」として発行された後、1946年（昭和21年）から定期刊行が復活した。
同誌は、1952年（昭和27年）には『主婦の友』『主婦と生活』『婦人生活』と並ぶ「戦後の四大婦人雑誌」と呼ばれ、発行部数も50万部を超えていた。『婦人公論』『婦人画報』は2024年現在も存続しているが、この時点で戦前から続いてメインストリームにあるとされたのは『主婦の友』と同誌のみである。「戦後の四大婦人雑誌」の時代は、以降40年続く。
1973年（昭和48年）、同年夏号から『別冊婦人倶楽部』を創刊する。
1987年（昭和62年）、同年夏号をもって『別冊婦人倶楽部』を休刊する。
1988年（昭和63年）、3月17日に発売された第69巻第4号（4月号）をもって終刊する。68年弱の歴史の幕を下ろした。同号では「終刊特別企画」として「祖母・母・娘三代の主婦に支えられて婦人倶楽部の六十八年をふり返る」、「いつの時代もリード役は主婦の知恵だった」、「愛惜『婦人倶楽部とわたし』」の記事を掲載している。編集後記は「最終刊号の編集を終えて」。

## おもな連載小説・エッセイ
- 菊池寛『蝕める春』（1931年1月号 - 同年12月号）
- 川口松太郎『愛染かつら』（1937年 - 1938年）
- 原一司『ヨウちゃん』（1948年4月号 - 1955年5月号）
- 三島由紀夫『永すぎた春』（1956年1月号 - 同年12月号）
- 松本清張『黒い樹海』（1958年10月号 - 1960年6月号）
- 三島由紀夫『社会料理三島亭』（1960年1月号 - 同年12月号）
- 三島由紀夫『愛の疾走』（1962年1月号 - 同年12月号）
- 松本清張『塗られた本』（1962年1月号 - 1963年5月号）
- 松本清張『葦の浮船』（1966年1月号 - 1967年4月号）